# Coracina azurea
Coracina azurea é uma espécie de ave da família Campephagidae.
Pode ser encontrada nos seguintes países: Angola, Burkina Faso, Camarões, República Centro-Africana, República do Congo, República Democrática do Congo, Costa do Marfim, Guiné Equatorial, Gabão, Gana, Guiné, Libéria, Nigéria, Serra Leoa, Togo e Uganda.
Os seus habitats naturais são: florestas secas tropicais ou subtropicais e florestas subtropicais ou tropicais húmidas de baixa altitude.